# Фергус Фортамайл
Фергус Фортамайл – (ірл. - Fergus Fortamail) – Фергус Сильний, Фегрус Переважаючий – верховний король Ірландії. Час правління: 274 — 262 до н. е. (згідно з «Історією Ірландії» Джеффрі Кітінга) [2] або 396 — 385 до н. е. (відповідно до «Хроніки Чотирьох Майстрів») [3]. Син Брасала Брекка (ірл. - Bresal Brecc), онук Енгуса Гайліана (ірл. - Óengus Gailian), правнук Айліля Бракана (ірл. - Ailill Bracan), праправнук Лабрайда Лонгсеха (ірл. - Labraid Loingsech). Прийшов до влади в результаті вбивства попереднього верховного короля Ірландії Еохайда Айлтлехана (ірл. - Eochaid Ailtlethan) в бою. Правив Ірландією протягом одинадцяти або дванадцяти років. Був вбитий сином Еохайда Айлтлехана – Енгусом Туйрмехом Темрахом (ірл. - Óengus Tuirmech Temrach) в битві біля столиці ірландських королів – біля Тари. «Книга захоплень Ірландії» синхронізує час його правління з царюванням Птолемея VI Філометора в Єгипті (180-145 до н. е.) [1]. Проте Джеффрі Кітінг та Чотири майстри відносять його правління до більш давніх часів. 